# Зайцев, Василий Владимирович (спортсмен)
Зайцев Василий Владимирович (род. 21 ноября 1986, Нальчик, СССР) — заслуженный мастер спорта по кикбоксингу, мастер спорта по боксу,чемпион кубка Мира, вице-чемпион мира, трехкратный чемпион Европы, семикратный чемпион России.
Уроженец города Нальчик, провел детство и юность в городе Шахты (Ростовской области), завоевал множество национальных и международных наград в кикбоксинге.

## Биография
С раннего детства проявлял интерес к единоборствам. Его тренер, Николай Станиславович Русанов, отмечал исключительную дисциплину и работоспособность юного спортсмена, которые позволили ему уже в 14 лет добиться первых значимых результатов на региональных соревнованиях и в дальнейшем в составе сборной России представлять страну на международных соревнованиях.

## Участие в турнирах
Пик спортивной карьеры Василия Зайцева пришелся на период с 2005 по 2016 год, когда он входил в состав сборной команды России по кикбоксингу.
2005—2016 — триумфальная серия на чемпионатах России, где он семь раз поднимался на высшую ступень пьедестала в разделе фулл-контакт.
2006,2007,2010 — победитель Кубка России по кикбоксингу в разделе фулл-контакт.
2006,2007,2009- чемпион России среди студентов .
2008,2012,2014 — 3х кратный чемпион Европы в разделе фулл-контакт.
2012 — победитель Кубка мира вг. Римини, Италия 🇮🇹 .
2013 — финалист чемпионата мира, г. Анталья, Турция 🇹🇷 .
2007,2008,2009 — чемпион Российской профессиональной лиги «Китэк»